# Associazione Calcio Riunite Messina 1963-1964
Questa voce raccoglie le informazioni riguardanti l'Associazione Calcio Riunite Messina nelle competizioni ufficiali della stagione 1963-1964.

## Stagione
Nella stagione 1963-1964 il Messina disputa il campionato di Serie A, con 28 punti in classifica si piazza in quattordicesima posizione. Lo Scudetto tricolore va al Bologna che vince il torneo con 54 punti insieme all'Inter, per assegnare il titolo si rende necessario uno spareggio che è stato vinto (2-0) dai felsinei. Sono retrocesse in Serie B il Modena con 27 punti che ha perso (2-0) lo spareggio con la Sampdoria, entrambe hanno ottenuto 27 punti, la Spal con 24 punti ed il Bari con 22 punti.
Un girone di ritorno strepitoso del Messina con 20 punti ottenuti in 17 partite, permettono ai giallorossi di raggiungere una insperata salvezza, traguardo arrivato all'ultimo respiro con il prezioso pareggio conquistato a Modena (0-0) in quello che è stato uno spareggio anticipato. In Coppa Italia subito eliminati dal torneo con la sconfitta (3-1) subita a Catanzaro.

## Divise
| Prima divisa | Seconda divisa |

## Organigramma societario
Area direttiva
- Presidente: Goffredo Muglia

Area tecnica
- Allenatore: Umberto Mannocci

## Rosa
| N. |                   | Ruolo | Calciatore             |
| -- | ----------------- | ----- | ---------------------- |
|    | Italia (bandiera) | P     | Gianvito Geotti        |
|    | Italia (bandiera) | P     | Mario Rossi            |
|    | Italia (bandiera) | D     | Gianfranco Clerici (I) |
|    | Italia (bandiera) | D     | Piero Dotti            |
|    | Italia (bandiera) | D     | Antonio Ghelfi         |
|    | Italia (bandiera) | D     | Franco Landri          |
|    | Italia (bandiera) | D     | Filippo Regni          |
|    | Italia (bandiera) | D     | Angelo Stucchi         |
|    | Italia (bandiera) | C     | Bruno Benetti (I)      |

| N. |                      | Ruolo | Calciatore        |
| -- | -------------------- | ----- | ----------------- |
|    | Perù (bandiera)      | C     | Víctor Benítez    |
|    | Italia (bandiera)    | C     | Eugenio Brambilla |
|    | Italia (bandiera)    | C     | Pilade Canuti     |
|    | Italia (bandiera)    | C     | Roberto Derlin    |
|    | Italia (bandiera)    | C     | Eugenio Fascetti  |
|    | Italia (bandiera)    | C     | Bruno Gioia       |
|    | Italia (bandiera)    | A     | Egidio Morbello   |
|    | Italia (bandiera)    | A     | Paolo Morelli     |
|    | Argentina (bandiera) | A     | Marcelo Pagani    |

## Risultati

### Serie A

#### Girone di andata
| Arbitro: | Ferrari (Milano) |

|                                        |           |             |
| Salvi 48’ Frustalupi 53’ Wisnieski 88’ | Marcatori | 22’ Morelli |

| Arbitro: | Angelini (Firenze) |

|                              |           |  |
| Rivera 13’, 31’ Amarildo 81’ | Marcatori |  |

| Arbitro: | De Robbio (Torre Annunziata) |

|                 |           |  |
| Pagani 20’, 53’ | Marcatori |  |

| Messina 29 settembre 1963 4ª giornata | Messina          | 0 – 0 | SPAL | Stadio Giovanni Celeste\| Arbitro: \| Sbardella (Roma) \| |
| Arbitro:                              | Sbardella (Roma) |       |      |                                                           |

| Arbitro: | Genel (Trieste) |

|                                        |           |  |
| Calvanese 19’ Milan 36’ Domenghini 89’ | Marcatori |  |

| Arbitro: | Gambarotta (Genova) |

|                     |           |              |
| Catalano 43’ (aut.) | Marcatori | 72’ Catalano |

| Arbitro: | Monti (Ancona) |

|                           |           |  |
| De Sisti 8’ Angelillo 41’ | Marcatori |  |

| Arbitro: | Campanati (Milano) |

|            |           |                                            |
| Landri 82’ | Marcatori | 16’ Rozzoni 52’ (aut.) Stucchi 90’ Morrone |

| Arbitro: | Jonni (Macerata) |

|  |           |                                    |
|  | Marcatori | 31’ Petris 62’ Hamrin 80’ Pirovano |

| Arbitro: | D'Agostini (Roma) |

|  |           |               |
|  | Marcatori | 44’ Facchetti |

| Arbitro: | Genel (Trieste) |

|                        |           |               |
| Sívori 47’, 59’ (rig.) | Marcatori | 49’ Brambilla |

| Arbitro: | Rancher (Roma) |

|                        |           |                  |
| Mazzero 12’ Simoni 74’ | Marcatori | 13’, 89’ Morelli |

| Arbitro: | Marchese (Napoli) |

|             |           |            |
| Morelli 29’ | Marcatori | 9’ Ferrini |

| Arbitro: | Varazzani (Parma) |

|                                          |           |  |
| Baveni 45’ Piaceri 60’ Derlin 75’ (aut.) | Marcatori |  |

| Arbitro: | Sbardella (Roma) |

|  |           |                         |
|  | Marcatori | 64’ Perani 80’ Pascutti |

| Arbitro: | D'Agostini (Roma) |

|                           |           |  |
| Brambilla 67’ Morelli 77’ | Marcatori |  |

| Arbitro: | Lo Bello (Siracusa) |

|                       |           |  |
| Miranda 1’ Danova 62’ | Marcatori |  |

#### Girone di ritorno
| Arbitro: | Angonese (Venezia) |

|                                 |           |                               |
| Morelli 1’, 36’, 75’ Benítez 7’ | Marcatori | 22’ Barison 48’, 77’ Da Silva |

| Arbitro: | Francescon (Padova) |

|            |           |                        |
| Ghelfi 21’ | Marcatori | 4’ Amarildo 82’ Rivera |

| Arbitro: | Carminati (Milano) |

|             |           |              |
| Campana 65’ | Marcatori | 83’ Fascetti |

| Arbitro: | Sbardella (Roma) |

|              |           |              |
| Olivieri 65’ | Marcatori | 22’ Morbello |

| Arbitro: | De Robbio (Torre Annunziata) |

|            |           |            |
| Canuti 77’ | Marcatori | 1’ Nielsen |

| Arbitro: | Genel (Trieste) |

|  |           |             |
|  | Marcatori | 87’ Benítez |

| Arbitro: | Marchese (Napoli) |

|                          |           |               |
| Morbello 6’ Fascetti 42’ | Marcatori | 27’ Angelillo |

| Roma 15 marzo 1964 25ª giornata | Lazio                        | 0 – 0 | Messina | Stadio Olimpico\| Arbitro: \| De Robbio (Torre Annunziata) \| |
| Arbitro:                        | De Robbio (Torre Annunziata) |       |         |                                                               |

| Messina 22 marzo 1964 26ª giornata | Messina         | 0 – 0 | Catania | Stadio Giovanni Celeste\| Arbitro: \| Rigato (Mestre) \| |
| Arbitro:                           | Rigato (Mestre) |       |         |                                                          |

| Arbitro: | Genel (Trieste) |

|  |           |             |
|  | Marcatori | 77’ Benítez |

| Arbitro: | Marchese (Napoli) |

|                                                |           |  |
| Jair 28’, 62’ Ciccolo 68’ Clerici I 75’ (aut.) | Marcatori |  |

| Arbitro: | D'Agostini (Roma) |

|                   |           |  |
| Caocci 80’ (aut.) | Marcatori |  |

| Arbitro: | Rigato (Mestre) |

|             |           |  |
| Morelli 22’ | Marcatori |  |

| Arbitro: | Righi (Milano) |

|             |           |  |
| Ferrini 41’ | Marcatori |  |

| Arbitro: | Francescon (Padova) |

|               |           |  |
| Brambilla 64’ | Marcatori |  |

| Arbitro: | De Marchi (Pordenone) |

|                |           |  |
| Perani 7’, 16’ | Marcatori |  |

| Modena 31 maggio 1964 34ª giornata | Modena           | 0 – 0 | Messina | Stadio Alberto Braglia\| Arbitro: \| Sbardella (Roma) \| |
| Arbitro:                           | Sbardella (Roma) |       |         |                                                          |

### Coppa Italia
| Arbitro: | Sebastio (Taranto) |

|                                                |           |            |
| Bagnoli 65’ Ghersetich 70’ (rig.) Zavaglio 81’ | Marcatori | 83’ Derlin |

## Statistiche

### Statistiche di squadra
| Competizione | Punti | In casa | In casa | In casa | In casa | In casa | In casa | In trasferta | In trasferta | In trasferta | In trasferta | In trasferta | In trasferta | Totale | Totale | Totale | Totale | Totale | Totale | DR  |
| Competizione | Punti | G       | V       | N       | P       | Gf      | Gs      | G            | V            | N            | P            | Gf           | Gs           | G      | V      | N      | P      | Gf     | Gs     | DR  |
| ------------ | ----- | ------- | ------- | ------- | ------- | ------- | ------- | ------------ | ------------ | ------------ | ------------ | ------------ | ------------ | ------ | ------ | ------ | ------ | ------ | ------ | --- |
| Serie A      | 28    | 17      | 7       | 5       | 5       | 17      | 17      | 17           | 2            | 5            | 10           | 8            | 29           | 34     | 9      | 10     | 15     | 25     | 46     | -21 |
| Coppa Italia |       | -       | -       | -       | -       | -       | -       | 1            | 0            | 0            | 1            | 1            | 3            | 1      | 0      | 0      | 1      | 1      | 3      | -2  |
| Totale       | -     | 17      | 7       | 5       | 5       | 17      | 17      | 18           | 2            | 5            | 11           | 9            | 32           | 35     | 9      | 10     | 16     | 26     | 49     | -23 |

### Statistiche dei giocatori[5]
| Giocatore      | Serie A  | Serie A | Coppa Italia | Coppa Italia | Totale   | Totale |
| Giocatore      | Presenze | Reti    | Presenze     | Reti         | Presenze | Reti   |
| -------------- | -------- | ------- | ------------ | ------------ | -------- | ------ |
| B. Benetti (I) | 5        | 0       | -            | -            | 5        | 0      |
| V. Benítez     | 18       | 3       | -            | -            | 18       | 3      |
| E. Brambilla   | 26       | 3       | 1            | 0            | 27       | 3      |
| P. Canuti      | 26       | 1       | 1            | 0            | 27       | 1      |
| G. Clerici (I) | 5        | 0       | -            | -            | 5        | 0      |
| R. Derlin      | 29       | 0       | 1            | 1            | 30       | 1      |
| P. Dotti       | 34       | 0       | 1            | 0            | 35       | 0      |
| E. Fascetti    | 25       | 2       | 1            | 0            | 26       | 2      |
| G. Geotti      | 23       | -25     | 1            | -3           | 24       | -28    |
| A. Ghelfi      | 34       | 1       | 1            | 0            | 35       | 1      |
| F. Landri      | 33       | 0       | 1            | 0            | 34       | 0      |
| E. Morbello    | 28       | 2       | 1            | 0            | 29       | 2      |
| P. Morelli     | 31       | 9       | -            | -            | 31       | 9      |
| M. Pagani      | 12       | 2       | 1            | 0            | 13       | 2      |
| F. Regni       | 3        | 0       | -            | -            | 3        | 0      |
| M. Rossi       | 11       | -21     | -            | -            | 11       | -21    |
| A. Stucchi     | 31       | 0       | 1            | 0            | 32       | 0      |